# Thế giới mở
Thế giới mở (tiếng Anh: open world) là những video game được thiết kế theo cách mà người chơi có thể đi lại tự do trong một thế giới ảo và khá tự do trong việc quyết định khi nào và làm thế nào để hoàn thành các nhiệm vụ. Thế giới trong các game này thường khá rộng, và có nhiều thứ (người hay vật) mà người chơi có thể tương tác. Thuật ngữ đi rong tự do (free roam) còn có cách gọi khác như là sandbox và free-roaming. "Thế giới mở" và "lang thang tự do" còn đưa ra sự vắng mặt của các rào cản nhân tạo, trái ngược với những bức tường vô hình và màn hình chờ vốn phổ biến trong các thiết kế cấp độ tuyến tính. Một trò chơi "thế giới mở" không nhất thiết bao hàm ý của một sandbox. Theo đúng kiểu "sandbox", người chơi có các công cụ để thay đổi chính thế giới đó và tạo ra cách chơi của riêng mình. Nhìn chung các game thế giới mở vẫn thi hành một số hạn chế trong môi trường game, hoặc là do hạn chế kỹ thuật tuyệt đối hay những hạn chế trong game (chẳng hạn như khu vực bị khóa) bị áp đặt bởi một tuyến tính của trò chơi.
Một số tựa game nổi tiếng gần đây nhất có thế giới mở bao gồm: Genshin Impact, Xenoblade Chronicles X, Final Fantasy XV, Metal Gear Solid V: The Phantom Pain, Watch Dogs 2, The Witcher 3: Wild Hunt, The Elder Scrolls V: Skyrim, The Legend of Zelda: Breath of the Wild, Horizon Zero Dawn, Grand Theft Auto V,Batman: Arkham Knight ,Dragon Age: Inquisition và Baldur's Gate 3

## Lối chơi và thiết kế
Một thế giới mở là một màn chơi hoặc trò chơi được thiết kế theo kiểu phi tuyến tính, khu vực mở rộng lớn với nhiều cách để đạt được mục tiêu. Một số trò chơi được thiết kế với cả cấp độ truyền thống và thế giới mở. Một thế giới mở tạo điều kiện khám phá lớn hơn một loạt các màn chơi nhỏ hơn, hoặc một mức độ với những thách thức tuyến tính hơn. Giới phê bình đã đánh giá chất lượng của một thế giới mở dựa vào việc có những cách thú vị cho người chơi tương tác với mức độ rộng lớn hơn khi họ bỏ qua mục tiêu chính của mình. Một số trò chơi thường sử dụng các bối cảnh có thực cho việc tạo dựng một thế giới mở, chẳng hạn như thành phố New York.
Một thách thức thiết kế chủ yếu nhằm cân bằng sự tự do của một thế giới mở với cấu trúc của một cốt truyện đầy kịch tính. Kể từ khi người chơi có thể thực hiện những hành động mà các nhà thiết kế trò chơi không mong đợi, các tác giả viết kịch bản của trò chơi phải tìm cách sáng tạo để áp đặt một cốt truyện lên người chơi mà không cần can thiệp vào tự do của họ. Như vậy, trò chơi với thế giới mở đôi khi sẽ phá vỡ câu chuyện của game vào một loạt các nhiệm vụ, hoặc có một cốt truyện nhìn chung đơn giản hơn nhiều. Những game khác thay vì cung cấp các nhiệm vụ phụ cho người chơi mà không làm gián đoạn cốt truyện chính. Hầu hết các game thế giới mở đều làm cho nhân vật mờ nhạt để người chơi có thể nêu lên những suy nghĩ của mình, mặc dù một số trò chơi như Landstalker: The Treasures of King Nole thì đưa sự phát triển nhân vật và hội thoại nhiều hơn. Viết vào năm 2005, David Braben đã mô tả cấu trúc câu chuyện của trò chơi điện tử hiện nay là có "chút sự khác biệt với những câu chuyện về những bộ phim của Harold Lloyd vào những năm 1920", và được coi là những câu chuyện có đoạn kết mở thực sự là "Chén Thánh mà chúng tôi đang tìm kiếm trong dòng game thế hệ thứ năm".
Những game với thế giới mở thường cho người chơi mạng sống vô hạn hoặc tiếp nối, dù các game như Blaster Master buộc người chơi phải bắt đầu từ lúc đầu nếu họ phải chết quá nhiều lần. Ngoài ra còn có một nguy cơ mà người chơi có thể bị mất khi họ khám phá một mở thế giới; do đó các nhà thiết kế đôi lúc cố gắng thay đổi thế giới mở thành những khu vực dễ quản lý.

### Thế hệ thủ tục và tính nổi bật
—Peter Molyneux trong một cuộc phỏng vấn với GameSpy
Thế hệ thủ tục (Procedural generation) đề cập đến nội dung tạo ra thông qua thuật toán chứ không phải bằng tay, và thường được sử dụng để tạo ra các màn chơi và nội dung khác. Trong khi thế hệ thủ tục không đảm bảo rằng một trò chơi hoặc trình tự của các màn chơi theo hướng phi tuyến tính, nó là một yếu tố quan trọng trong việc giảm thời gian phát triển trò chơi, và mở ra con đường có thể tạo ra thế giới game liền mạch lớn và nhiều hơn hoặc sự nổi trội ít độc đáo và sử dụng ít nguồn lực hơn. Loại thế hệ thủ tục này còn được gọi là "xây dựng thế giới" (worldbuilding), tho đó thì các quy định chung đều được sử dụng để xây dựng một thế giới đáng tin cậy.
Hầu hết các game 4X và roguelike sử dụng các thế hệ thủ tục ở một mức độ để tạo ra các màn chơi. SpeedTree là một ví dụ về một công cụ phát triển theo định hướng được dùng trong quá trình phát triển The Elder Scrolls IV: Oblivion và nhằm đẩy mạnh quá trình thiết kế cấp bậc. Thế hệ thủ tục cũng dành cho các nhà phát triển của Elite, David Braben và Ian Bell, để phù hợp với toàn bộ trò chơi, bao gồm cả hàng ngàn hành tinh, hàng chục mặt hàng thương mại, nhiều loại tàu và hệ thống kinh tế hợp lý chỉ ngốn có 22 KB bộ nhớ.
Tính nổi bật đề cập đến những tình huống phức tạp trong một video game mà độ nổi bật (hoặc dự kiến hoặc đột xuất) từ sự tương tác của các cơ chế game tương đối đơn giản. Theo Peter Molyneux, lối chơi nổi bật xuất hiện ở bất cứ nơi nào mà game có một hệ thống [[mô phỏng tốt cho phép người chơi hòa mình trên thế giới và nó đáp ứng được những hành động của họ trên thực tế. Đó là những gì khiến cho SimCity và The Sims hấp dẫn người chơi. Tương tự như vậy, để có thể tự do tương tác với các cư dân của thành phố trong Grand Theft Auto đã thêm vào một chiều hướng bổ sung cho dòng game này.
Trong những năm gần đây các nhà thiết kế game đã cố gắng khuyến khích lối chơi nổi bật bằng cách cung cấp các công cụ cho người chơi để mở rộng trò chơi thông qua những hành động của mình. Ví dụ như trình duyệt web trong game EVE Online và The Matrix Online; Công cụ tích hợp XML và ngôn ngữ lập trình trong Second Life; chuyển đổi tỷ giá hối đoái trong Entropia Universe; cùng hệ thống đối tượng và ngữ pháp phức tạp được sử dụng để giải quyết các câu đố trong Scribblenauts. Ví dụ khác về tính nổi bật bao gồm sự tương tác giữa vật lý và trí tuệ nhân tạo. Một thách thức vẫn còn phải giải quyết là làm thế nào để kể một câu chuyện hấp dẫn sử dụng duy nhất công nghệ nổi bật.
Trong mục op-ed dành cho BBC News, David Braben, đồng tác giả của Elite đã gọi kiểu thiết kế game có kết thúc mở thực sự là "Chén Thánh" của video game hiện đại, trích dẫn các game như Elite và dòng Grand Theft Auto như những bước đi đầu tiên theo hướng đó. Peter Molyneux cũng tuyên bố rằng ông tin tưởng tính nổi bật (hoặc lối chơi nổi bật) là nơi phát triển video game sẽ dẫn đầu trong tương lai. Ông đã cố gắng để thực hiện lối chơi thế giới mở ở một mức độ rộng lớn trong một số game của mình, đặc biệt là Black & White và Fable.

## Lịch sử
—Todd Howard

Hình ảnh của game Turbo Esprit (1986)

Ultima I: The First Age of Darkness được Richard Garriot phát triển cho hãng Origin Systems và phát hành vào năm 1981, có lẽ là trò chơi máy tính thế giới mở thực sự đầu tiên. Phiên bản thứ ba trong dòng game Ultima III: Exodus tiếp tục mở rộng về các khái niệm thế giới mở của bản gốc, và giới thiệu các phương thức vận tải khác như cưỡi ngựa, đi thuyền có thể được xem là ví dụ đầu tiên của lối chơi sandbox.
Game mô phỏng vũ trụ Elite thường được cho là nhà tiên phong trong khái niệm game thế giới mở vào năm 1984. Có một số game ban đầu cung cấp cho người chơi khả năng khám phá một thế giới mở khi đang lái xe. New York City (1984), Miami Vice và sau là APB (1987) mở rộng định dạng này, trong khi Turbo Esprit (1986) giới thiệu một môi trường thành phố mở góc nhìn 3D từ đằng sau, và được trích dẫn là có ảnh hưởng lớn đến Grand Theft Auto. Hunter (1991) được mô tả như là tựa game sandbox đầu tiên có tính năng full 3D với đồ họa góc nhìn thứ ba.
Wasteland do hãng Interplay Productions phát hành vào năm 1988, là một nhà tiên phong quan trọng khác trong lối chơi thế giới mở. Trò chơi chứa đựng một thế giới mở rộng lớn, nơi mà hành động của người chơi để lại ảnh hưởng lâu dài và bền vững, bảo vệ những khu vực ở bang mà người chơi để lại đó. Đây là game có lối chơi phi tuyến tính, người chơi có thể khám phá sâu rộng thế giới ngay từ đầu, và giải quyết các quest và nhiệm vụ bất kỳ lúc nào, với các quest thường có nhiều giải pháp khác nhau để hoàn thành. Người chơi cũng có khả năng tương tác với thế giới theo những cách khác, sử dụng các công cụ như dây thừng và xẻng để tiến hành; một ví dụ ban đầu của lối chơi theo đúng phong cách sandbox.
Bản đồ trong Quarantine (1994) có nhiều địa điểm để chọn nhiệm vụ và còn phổ biến chiến thuật lái xe bắn súng bằng cách sử dụng UZI bắn ra từ cửa sổ bên. Super Mario của Nintendo 64 (1996) được coi là mang tính cách mạng cho thế giới free-roaming kết thúc mở 3D hiếm khi được nhìn thấy trong các game 3D trước đây, cùng với điều khiển cần analog và điều khiển camera. Những ví dụ 3D thuở sơ khai khác bao gồm Ocarina of Time (1998) và Majora's Mask (2000) của dòng Legend of Zelda, Body Harvest (1998) của DMA Design (Rockstar North), Midtown Madness (1999) của Angel Studios (Rockstar San Diego) và Midnight Club: Street Racing (2000), Driver (1999) của Reflections Interactive (Ubisoft Reflections) và các game của Rareware như Banjo-Kazooie (1998), Donkey Kong 64 (1999) và Banjo-Tooie (2000).

### Thế kỷ 21
Tựa game phiêu lưu đầy tham vọng Shenmue của Sega (1999) là một bước tiến lớn đối với lối chơi thế giới mở 3D, và được coi là người khởi đầu cho thể loại phụ "thành phố mở", được chào đón kiểu như một game "FREE" (Full Reactive Eyes Entertainment) đưa ra mức độ tự do tuyệt vời của người chơi, buộc họ phải kiên nhẫn khám phá một thành phố sandbox mở rộng với chu kỳ ngày đêm riêng của mình, thay đổi thời tiết và những nhân vật không phải người chơi (NPC) được lồng tiếng đầy đủ hay nói về thói quen hàng ngày của họ. Môi trường tương tác rộng lớn của game, vô số lựa chọn, mức độ chi tiết và phạm vi khai phá tự do thành phố của nó đã được so sánh với các tựa game sandbox về sau như Grand Theft Auto III và phần tiếp theo, loạt game Yakuza của Sega, Fallout 3 và Deadly Premonition. S.T.A.L.K.E.R.: Shadow of Chernobyl do GSC Game World phát triển vào năm 2009, nối tiếp qua hai phần sau gồm một phần trước sự kiện bản gốc và một phần tiếp theo. Phong cách thế giới tự do của khu vực được chia thành các bản đồ lớn như từng vùng và người chơi có thể đi từ nơi này sang nơi khác, tùy thuộc vào các nhiệm vụ cần thiết hoặc ngẫu hứng.
Dòng game đã để lại những ảnh hưởng văn hóa lớn nhất là Grand Theft Auto, với hơn 125 triệu bản được bán ra. Grand Theft Auto III kết hợp các yếu tố từ các phiên bản trước và hợp nhất chúng lại với nhau thành một thứ kinh nghiệm chìm đắm mới. Ví dụ, các đài phát thanh đã được thực hiện trước đó trong các trò chơi như Out Run của Sega (1986) và SimCopter của Maxis (1996), các nhiệm vụ kết thúc mở dựa trên hoạt động của một chiếc taxi taxi trong một môi trường sandbox là cơ sở cho tựa game Crazy Taxi của Sega (1999), khả năng đánh bại hoặc giết chết các nhân vật không phải người chơi (NPC) quay trở lại các tựa game như Portopia (1983), Hydlide II (1985), Final Fantasy Adventure (1991) và những trò bắn súng nhẹ khác nhau, cùng cách thức mà người chơi vượt qua những người đi bộ và bị cảnh sát truy đuổi đã được so sánh với Pac-Man (1980). Sau khi phát hành Grand Theft Auto III, nhiều game sử dụng kiểu chơi thế giới mở 3D thường bị mang tai tiếng như là những bản sao Grand Theft Auto, giống như bao nhiêu game bắn súng góc nhìn thứ nhất lúc ban đầu cũng được gọi là "bản sao Doom". Một tựa game thế giới mở nổi tiếng khác là Minecraft đã bán được hơn 13.350.376 bản cho PC, Mac và Linux và 2 tỉ giờ chơi trên Xbox 360.
Hơn nữa, đã có một số trò chơi ban đầu được cung cấp cho người chơi khả năng khám phá một thế giới mở trong khi lái xe. Turbo Esprit cung cấp một môi trường thành phố free-roaming 3D vào năm 1986 và được trích dẫn như là một trong những trò có ảnh hưởng lớn đến Grand Theft Auto. TX-1 (1983), The Battle-Road (1984) và Out Run (1986) là những game lái xe phi tuyến tính cho phép người chơi lái xe xuyên qua nhiều con đường khác nhau dẫn đến các tuyến đường có thể khác nhau và điểm đến cuối cùng. Nhiều dòng game đua xe theo phong cách arcade chính thống (trái ngược với mô phỏng) đã biến thành các game thế giới mở vào những năm 2010. Tuy vậy, Grand Theft Auto lại không phải là tựa game thế giới mở đầu tiên cũng như cuối cùng. Một ví dụ khác đáng chú ý là dòng game Elder Scrolls có thế giới ngày càng rộng lớn và đặc biệt đa dạng cung cấp đủ nhiệm vụ và khả năng chơi tới hàng trăm giờ bất chấp lợi ích của việc du hành nhanh gần như bằng không.